# Jason mirabilis
Jason mirabilis es una especie de molusco gasterópodo de la familia Glaucidae.

## Distribución geográfica
Se encuentra  en Nueva Zelanda.